# Катунаяке
Катунаяке (синг. කටුනායක, там. கட்டுநாயக்க), - передмістя міста Негомбо в Західній провінції, Шрі-Ланка. Це місце розташування Міжнародного аеропорту імені Соломона Бандаранаїке або аеропорту Коломбо, головних міжнародних повітряних воріт Шрі-Ланки. Зі зміною уряду в 1977 році та запровадженням політики відкритої економіки було виділено велику територію для створення зони вільної торгівлі (на даний час відома як зона сприяння експорту). Це створило велику кількість можливостей працевлаштування для місцевої молоді і зробило значний внесок в економіку країни.[джерело?]

## Географія
Катунаяке розташоване на висоті 24 м над рівнем моря. За 32 км від національної столиці Коломбо, у часовій зоні UTC+5:30.

## Уряд та інфраструктура
Головний офіс Адміністрації цивільної авіації Шрі-Ланки знаходиться в Катунаяке.

## Економіка
Наприкінці 1970-х років запровадження політики відкритої економіки призвело до створення зони вільної торгівлі, яка зараз називається зоною сприяння експорту. Це створило велику кількість робочих місць для місцевої молоді і зробило значний внесок в економіку країни.
Авіакомпанія SriLankan Airlines розміщена на території аеропорту в Катунаяке.

### Траснпорт

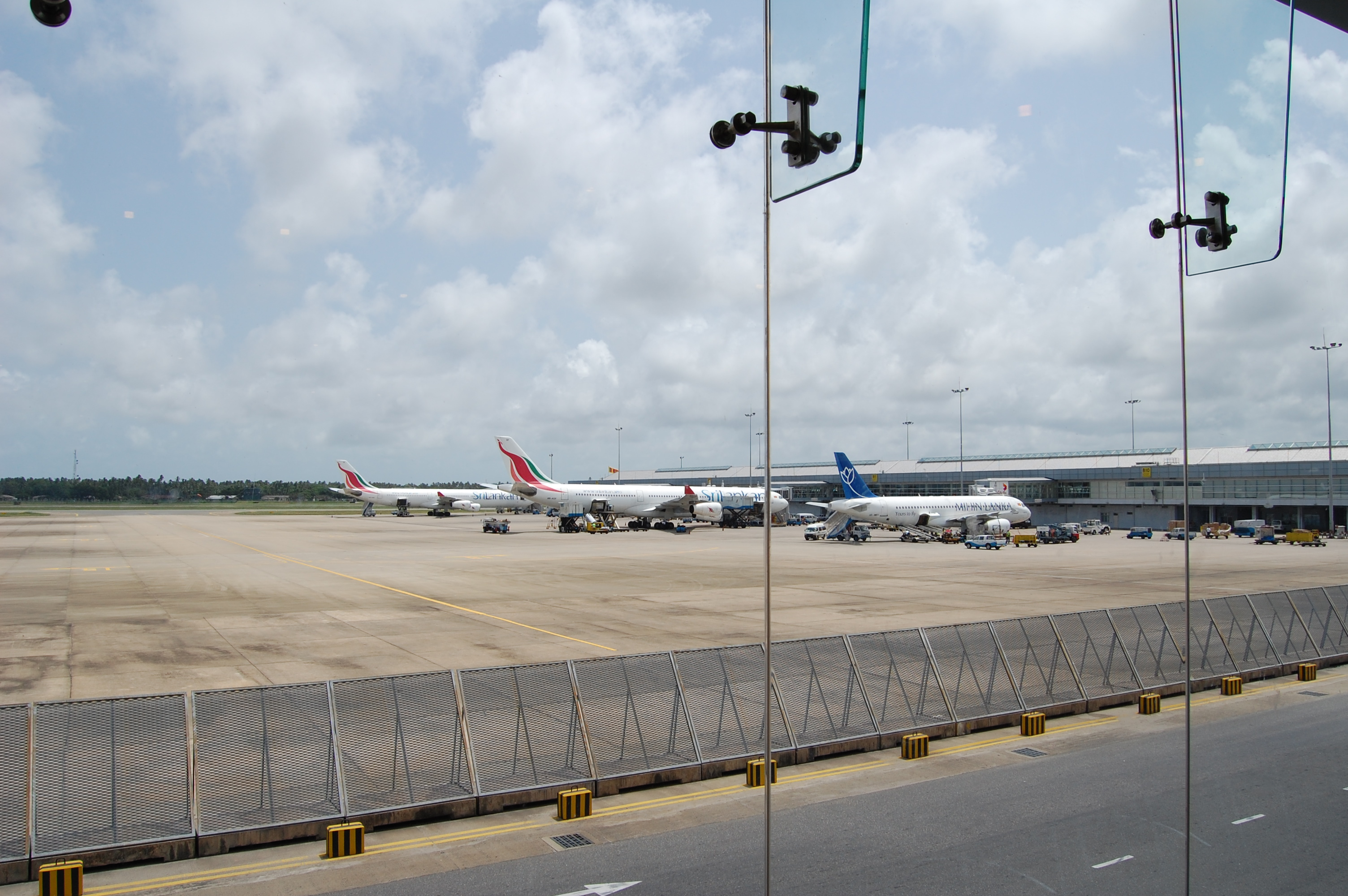
Bandaranaike International Airport at Katunayake

Катунаяке - місце розташування головного аеропорту країни, міжнародного аеропорту імені Соломона Бандаранаїке.
Її обслуговують лінія Путталам залізниць Шрі-Ланки, зі станціями в Катунаяке, Катунайке-Саут і в аеропорту.
Негомбо - північний кінець автостради Коломбо-Катунаяке, що з'єднує місто Коломбо та шосе А1 у Пеліягоді. Катунаяке в даний час обслуговується шосе А3 від Коломбо до Негомбо.

## Демографія
За оцінками 2011 року, у Катунаяке проживало 92 469 жителів.